# Ermesinde de Luxembourg
Ne doit pas être confondu avec Ermesinde Ire de Luxembourg.
Pour la ville portugaise, voir Ermesinde.
Titres
Comtesse héritière de Luxembourg
1136 – 1136
Comtesse de Namur
1109 – 1139
Ermesinde de Luxembourg (v. 1080–24 juin 1143) est la fille de Conrad Ier de Luxembourg et par l'extinction de tous les hommes de la famille, devient l'héritière des comtés de Luxembourg et de Longwy. Cependant, elle donne presque immédiatement la succession à son fils Henri IV de Luxembourg, alors qu'elle n'a pas encore réellement gouverné. Elle est surtout connue pour un certain nombre de dons à des églises et des monastères. Vers la fin de sa vie, Ermesinde se retire dans un monastère.

## Mariage et famille
Mariée en premières noces à Albert Ier de Dabo († 1098), d'où deux filles :
- Mathilde, mariée à Folmar V de Metz ;
- (nom inconnu), mariée à Aiulf.

Mariée en secondes noces (en 1109) à Godefroi Ermesinde de Luxembourg, en eut cinq enfants :
- Alix (1109-†1168), mariée en 1130 à Baudouin IV (1110 † 1171), comte de Hainaut ;
- Clémence (v.1112-†1158), mariée en 1130 à Conrad Ier († 1158) duc de Zaehringen ;
- Henri (1113-†1196), comte de Namur et de Luxembourg ;
- Béatrice (v.1115-†1160), mariée à Ithier († 1171), comte de Rethel ;
- Albert (†1127), cité, en même temps que son frère Henri, dans une charte du 7 janvier 1126[1].